# 6385 Мартіндевід
6385 Мартіндевід (6385 Martindavid) — астероїд головного поясу, відкритий 5 березня 1989 року.
Тіссеранів параметр щодо Юпітера — 3,189.